# Danh sách đơn vị hành chính Thanh Hải
Tỉnh Thanh Hải, Trung Quốc được chia ra thành các đơn vị hành chính sau:
- 8 đơn vị cấp địa khu
  - 1 địa cấp thị
  - 1 địa khu
  - 6 châu tự trị
- 46 đơn vị cấp huyện
  - 2 huyện cấp thị
  - 30 huyện
  - 7 huyện tự trị
  - 4 khu (quận)
- 429 đơn vị cấp hương
  - 115 trấn/ thị trấn
  - 253 hương/ xã
  - 30 hương dân tộc
  - 31 nhai đạo

Tất cả các đơn vị hành chính này được giải thích chi tiết trong bài phân cấp hành chính Trung Quốc. Danh sách sau chỉ liệt kê các đơn vị hành chính cấp địa khu và cấp huyện của Thanh Hải.
| Thành phố (địa cấp thị)                                            | Quận                                                                           | Huyện, thành phố cấp huyện (huyện cấp thị) |
| ------------------------------------------------------------------ | ------------------------------------------------------------------------------ | --- |
| • Tây Ninh (西宁市)                                                | Thành Trung (城中区) Thành Đông (城东区) Thành Tây (城西区) Thành Bắc (城北区) | Hoàng Nguyên (湟源县) Hoàng Trung (湟中县) huyện tự trị dân tộc Hồi, Thổ Đại Thông (大通回族土族自治县) |
| • địa khu Hải Đông (海东地区)                                      | • địa khu Hải Đông (海东地区)                                                  | Bình An (平安县) Lạc Đô (乐都县) huyện tự trị dân tộc Hồi, Thổ Dân Hòa (民和回族土族自治县) huyện tự trị dân tộc Thổ Hỗ Trợ (互助土族自治县) huyện tự trị dân tộc Hồi Hóa Long (化隆回族自治县) huyện tự trị dân tộc Tát Lạp Tuần Hóa (循化撒拉族自治县) |
| • châu tự trị dân tộc Tạng Hải Bắc (海北藏族自治州)                | • châu tự trị dân tộc Tạng Hải Bắc (海北藏族自治州)                            | Hải Yến (海晏县) Kỳ Liên (祁连县) Cương Sát (刚察县) huyện tự trị dân tộc Hồi Môn Nguyên (门源回族自治县) |
| • châu tự trị dân tộc Tạng Hải Nam (海南藏族自治州)                | • châu tự trị dân tộc Tạng Hải Nam (海南藏族自治州)                            | Cộng Hòa (共和县) Đồng Đức (同德县) Quý Đức (贵德县) Hưng Hải (兴海县) Quý Nam (贵南县) |
| • châu tự trị dân tộc Tạng Hoàng Nam (黄南藏族自治州)              | • châu tự trị dân tộc Tạng Hoàng Nam (黄南藏族自治州)                          | Đồng Nhân (同仁县) Jainca (Tiêm Trát) (尖扎县) Zêqog (Trạch Khố) (泽库县) huyện tự trị dân tộc Mông Cổ Hà Nam (河南蒙古族自治县) |
| • châu tự trị dân tộc Tạng Golog (Quả Lạc) (果洛藏族自治州)        | • châu tự trị dân tộc Tạng Golog (Quả Lạc) (果洛藏族自治州)                    | Maqên (Mã Thấm) (玛沁县) Baima (Ban Mã) (班玛县) Gadê (Cam Đức) (甘德县) Darlag (Đạt Nhật) (达日县) Jigzhi (Cửu Trì) (久治县) Madoi (Mã Đa) (玛多县) |
| • châu tự trị dân tộc Tạng Gyêgu (Ngọc Thụ) (玉树藏族自治州)       | • châu tự trị dân tộc Tạng Gyêgu (Ngọc Thụ) (玉树藏族自治州)                   | Gyêgu (Ngọc Thụ) (玉树县) Zadoi (Tạp Đa) (杂多县) Chindu (Xưng Đa) (称多县) Zhidoi (Trì Đa) (治多县) Nangqên (囊谦县) Qumarlêb (Khúc Ma Lai) (曲麻莱县)                                                                                                  |
| • châu tự trị dân tộc Mông Cổ, Tạng Hải Tây (海西蒙古族藏族自治州) | • châu tự trị dân tộc Mông Cổ, Tạng Hải Tây (海西蒙古族藏族自治州)             | thành phố cấp huyện Đức Linh Cáp (德令哈市) thành phố cấp huyện Golmud (Cách Nhĩ Mộc) (格尔木市) Ulan (Ô Lan) (乌兰县) Đô Lan (都兰县) Thiên Tuấn (天峻县)                                                                                               |